# Berantevilla
Berantevilla is een plaats en gemeente in de Spaanse provincie Álava in de regio Baskenland met een oppervlakte van 36 km², gelegen op 30 kilometer ten zuidwesten van Vitoria-Gasteiz. Berantevilla telt 449 inwoners (1 januari 2016).

## Geografie
De gemeente heeft een relatief vlak en agrarisch karakter, maar wordt ook begrensd door bergachtig gebied.
In de gemeente bevinden zich de volgende kernen:
- Berantevilla
- Escanzana
- Lacervilla
- Lacorzanilla
- Mijancas
- Santa Cruz del Fierro
- Santurde
- Tobera

De gemeente grenst in het noorden aan de gemeente Armiñón, in het noorden en westen aan Condado de Treviño (provincie Burgos), in het zuiden aan Zambrana en in het oosten Miranda de Ebro (provincie Burgos) en Ribera Baja.
Berantevilla heeft een aansluiting op de autosnelweg AP-68 en ligt ook in de nabijheid van de A-1.

## Cultuur
In Berantevilla wordt vrij weinig Baskisch gesproken. In het Baskisch wordt de plaats/gemeente ook wel Beranturi genoemd, hoewel deze naam door de Koninklijke Academie van de Baskische taal (Euskaltzaindia) niet wordt erkend.

## Demografische ontwikkeling
Bron: INE; 1857-2011: volkstellingen
Alegría-Dulantzi · Amurrio · Añana · Aramaio · Armiñón · Arraia-Maeztu · Arrazua-Ubarrundia · Artziniega · Asparrena · Ayala/Aiara · Baños de Ebro/Mañueta · Barrundia · Berantevilla · Bernedo · Campezo/Kanpezu · Elburgo/Burgelu · Elciego · Elvillar/Bilar · Harana/Valle de Arana · Iruña de Oca/Iruña Oka · Iruraiz-Gauna · Kripan · Kuartango · Labastida · Lagrán · Laguardia · Lanciego/Lantziego · Lantarón · Lapuebla de Labarca · Laudio/Llodio · Legutiano · Leza · Moreda de Álava · Navaridas · Okondo · Oyón-Oion · Peñacerrada-Urizaharra · Ribera Alta · Ribera Baja/Erribera Beitia · Salvatierra/Agurain · Samaniego · San Millán/Donemiliaga · Urkabustaiz · Valdegovía · Villabuena de Álava/Eskuernaga · Vitoria-Gasteiz · Yécora/Iekora · Zalduondo · Zambrana · Zigoitia · Zuia